# Герб Острова Норфолк
Герб острова Норфолк - офіційний символ острова та зовнішньої австралійської території острова Норфолк. Він був наданий королевою Єлизаветою II 20 жовтня 1980 року. 
Офіційний опис: Срібний шеврон у синьому полі із двома срібними п'ятикутніми зірками по боках, на шевроні Скеляста Гора, обтяжена відкритою книгою, на якій зелена сосна. У клейноді на шоломі із срібно-синім буралетом та синьою корабельною короною: золотий півлев із червоним озброєнням, зеленим лавровим вінком на шиї і накритою чашкею у лапах. Немет синій, підбитий сріблом. Щитотримачі: на золотий лев із червоним озброєнням та зеленими жмутами шерсті та кенгуру натуральних кольорів, які утримують лапами сині вертикальні якорі. База: девіз "INASMUCH".
Девіз INASMUCH походить від пісні Come Ye Blessed, місцевого гімну. 